# ニック・リックレス
ニコラス・ジェイ・リックレス（英: Nicholas Jay Rickles, 1990年2月2日 - ）は、アメリカ合衆国フロリダ州フォートローダーデール出身のプロ野球選手(捕手)。右投左打。現在は、MLBのオークランド・アスレチックスの傘下に所属している。

## 経歴
2011年のMLBドラフトでステッソン大学からオークランド・アスレチックスよりアマチュア14巡目指名され入団。
2012年に、第3回WBC予選のイスラエル代表に選出された。

## 詳細情報

### 代表歴
- 2013 ワールド・ベースボール・クラシック予選 イスラエル代表
- 2017 ワールド・ベースボール・クラシック予選 イスラエル代表
- 2017 ワールド・ベースボール・クラシック・イスラエル代表
- 2019年ヨーロッパ野球選手権大会イスラエル代表
- 2020年東京オリンピックの野球競技・イスラエル代表